# Marquivillers
Marquivillers település Franciaországban, Somme megyében. Lakosainak száma 187 fő (2022. január 1.). Marquivillers Andechy, Armancourt, L’Échelle-Saint-Aurin, Grivillers, Guerbigny, Laboissière-en-Santerre és Lignières községekkel határos.

## Népesség
A település népességének változása:
| Lakosok száma | 158  | 176  | 188  | 188  | 192  | 197  | 194  | 190  | 187  |
|               | 2013 | 2015 | 2016 | 2017 | 2018 | 2019 | 2020 | 2021 | 2022 |